# Expédition d'Alger (1519)
Pour les articles homonymes, voir Expédition d'Alger.
Conflits algéro-hispaniques
L'expédition d'Alger de 1519 est une bataille par laquelle l'Empire espagnol tente de prendre la ville d'Alger. Les Espagnols sont sous le commandement de l'amiral Hugues de Moncade, vice-roi de Sicile, tandis qu'Alger était défendue par Khayr ad-Din Barberousse.

## Contexte historique
À cette époque, Khayr ad-Din Barberousse venait de recevoir le titre d'émir des émirs d'Alger (Beylerbey) de Sélim Ier. Charles Quint, qui allait bientôt se faire couronner Saint Empereur Romain, réalisant le danger de l'union entre Barberousse et les Ottomans, ordonna à son amiral Hugues de Moncade de partir avec une flotte conquérir la ville d'Alger.

## Déroulement de la bataille
Les forces espagnoles constituées de 30 ou 50 navires de guerre et de transports dont 8 galères royales,, arrivent en août 1519 devant Alger, l'armée espagnole débarque de manière ordonnée, puis marche vers Alger. Moncade rencontre alors Khayr ad-Din suivi d'un petit nombre d'hommes. Barberousse parvient à mettre en déroute l'armée espagnole et à les forcer à se réembarquer dans un grand désordre et sans grandes difficultés ni de pertes. En plus, une terrible tempête s'abat sur la flotte espagnole.
On dit que Moncade dut se cacher parmi les cadavres pour survivre à ce massacre.

## Conséquences
Encore une fois, les Espagnols échouent devant Alger, la flotte espagnole étant décimée, les côtes espagnoles pouvaient être de nouveau harcelées et pillées. Malgré la défaite espagnole, le peñon d'Alger parvint à se maintenir jusqu'en 1529, lorsqu'il fut pris par Khayr ad-Din.
Barberousse, animé par sa colère en raison de la perte de son frère Arudj, refusa de rançonner les prisonniers. Lorsque Charles Quint offrit de larges sommes pour les officiers capturés, Khayr ad-Din les tua. Charles offrit encore une somme afin de récupérer leurs corps, Khayr ad-Din répondit en les jetant dans la mer afin que :
« Si les proches de ces morts venaient à Alger, ils ne sauraient pas l'endroit où leurs pères ou leurs frères ont été enterrés, ni voir leur cendres, seulement des vagues. »